# Malagidris sofina
Malagidris sofina  (лат.) — вид мелких муравьёв рода Malagidris (подсемейство мирмицины). Мадагаскар.

## Описание
Мелкие мирмициновые муравьи желтоватого цвета (длина тела около 6 мм), ширина головы от 0,74 мм до 1,00 мм. Соотношение ширины и длины головы (головной индекс, CI) = 56–62 (голова узкая). Соотношение длины скапуса к ширине головы (индекс скапуса, SI) = 201–231 (скапус очень длинный). Рабочая каста мономорфная. Нижнечелюстные щупики 5-члениковые, нижнегубные щупики состоят из 3 сегментов. Усики 12-члениковые (у самцов 13-члениковые). Жвалы треугольной формы с 8-13 зубцами на жевательном крае. Голова вытянутая, суженная позади глаз (шеевидная). Усики и ноги длинные. Стебелёк между грудкой и брюшком состоит из двух члеников: петиолюса и постпетиолюса (последний четко отделен от брюшка), жало развито, куколки голые (без кокона). Брюшко гладкое и блестящее. Земляные муравейники имеют воронковидные входы. Вид был впервые описан в 2014 году английским мирмекологом Барри Болтон (The Natural History Museum, Лондон, Великобритания) и американским энтомологом Брайаном Фишером (B. L. Fisher; Department of Entomology, California Academy of Sciences, Сан-Франциско, Калифорния, США).